# Rendezvous-System

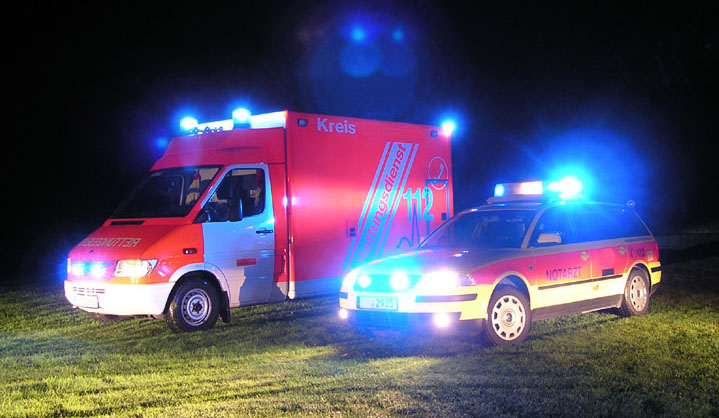
Rettungswagen und Notarzteinsatzfahrzeug

Das Rendezvous-System ist eine Einsatztaktik, bei der zwei Einheiten zum selben Einsatzort alarmiert werden, um dort gemeinsam Hilfe zu leisten.

## Rettungsdienst
Im Rettungsdienst bezeichnet Rendezvous-System die getrennte Anreise des Rettungswagens (RTW) und des Notarztes mit einem Notarztzubringer zum selben Notfallort. An der Einsatzstelle treffen die beiden Rettungsdienst-Einheiten zusammen (Rendezvous) und die Besatzungen werden gemeinsam tätig.
Im Gegensatz zum Kompaktsystem mit einem Notarztwagen (NAW) wird der Notarzt hier in einem separaten Fahrzeug zur Einsatzstelle gebracht. Das Rendezvous-System wurde im Jahr 1964 vom Notarzt Eberhard Gögler, einem Chirurgen des Universitätsklinikums Heidelberg, erdacht und erstmals umgesetzt. Es wird inzwischen weit verbreitet angewandt.

### Notarztzubringer

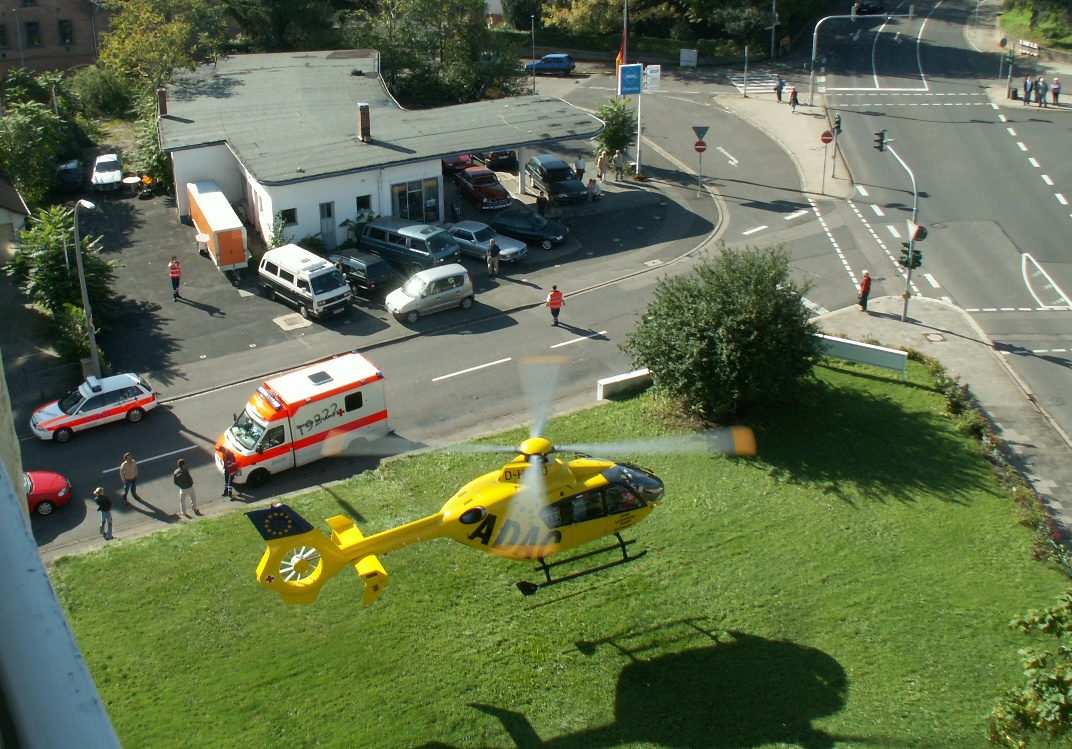
Notarzteinsatzfahrzeug, Rettungswagen und Rettungshubschrauber

Ein Notarztzubringer ist ein Kraft- oder Luftfahrzeug, mit dem der Notarzt zur Einsatzstelle gelangt.
Dazu dient in der Regel
- ein Notarzteinsatzfahrzeug (NEF) oder
- ein Rettungshubschrauber (RTH), der auch als Transportmittel verwendet werden kann;

seltener
- ein Notarzteinsatzhubschrauber (NEH) oder
- ein Notarzteinsatzmotorrad (NEM).

Ein Notarzt kann auch mit jedem anderen Rettungsmittel oder Einsatzfahrzeugen anderer Einsatzdienste (Polizei, Feuerwehr) zum Einsatzort gebracht werden.

### Pro und Contra
Vorteile
- Das Notarzteinsatzfahrzeug ist in der Regel wendiger und schneller als ein Rettungswagen. Zudem erreicht es manche Einsatzorte wegen seiner geringeren Abmessungen besser.
- Bis ein geeignetes Rettungsmittel eintrifft, kann der Notarzt mit dem Fahrer (Notfallsanitäter / Rettungsassistent bzw. in manchen Bundesländern auch Rettungssanitäter)  des Notarzteinsatzfahrzeugs bereits die Primärversorgung übernehmen.
- Bei einem Notfall ohne Notarztindikation kann der Rettungswagen alleine ausrücken, so dass der Notarzt weiterhin für das gesamte Einsatzgebiet zur Verfügung steht.
- Stellt sich am Einsatzort heraus, dass der Patient ohne ärztliche Begleitung mit dem Rettungswagen ins Krankenhaus transportiert werden kann, steht der Notarzt durch das Notarzteinsatzfahrzeug sofort für weitere Einsätze zur Verfügung.
- Der Notarzt ist früher abkömmlich, er kann den Rettungswagen verlassen und mit dem Notarzteinsatzfahrzeug zur nächsten Einsatzstelle fahren (Folgeeinsatz).
- Dadurch kann der Notarzt ein großes Einsatzgebiet versorgen; insbesondere im ländlichen Raum umfasst das Einsatzgebiet eines Notarzteinsatzfahrzeugs meist die Einsatzgebiete mehrerer Rettungswagen, die auf unterschiedlichen Rettungswachen stationiert sind.

Nachteile
- Stellt sich erst am Einsatzort das Erfordernis eines Notarztes heraus, muss dieser zeitintensiv nachalarmiert werden.
- Die Vorhaltung eines weiteren Fahrzeuges mit Personal und Ausrüstung ist notwendig.

### Sonderfälle

#### Rendezvouspunkt
Je nach Lage wird ein Rendezvouspunkt vereinbart, wenn das Rettungsteam den Patienten zum Transport vorbereitet hat und sich die Ankunft des Notarztes verzögert. Dieser eindeutige Treffpunkt liegt in der Regel auf dem Weg zur Zielklinik, bei klar definierter Fahrtstrecke und baulich nicht voneinander getrennten Fahrbahnen kann dieses Zusammentreffen auch durch einfaches Entgegenkommen geschehen.

#### Rückfahrt mit Sonderrechten – Nachführen des Notarzteinsatzfahrzeugs

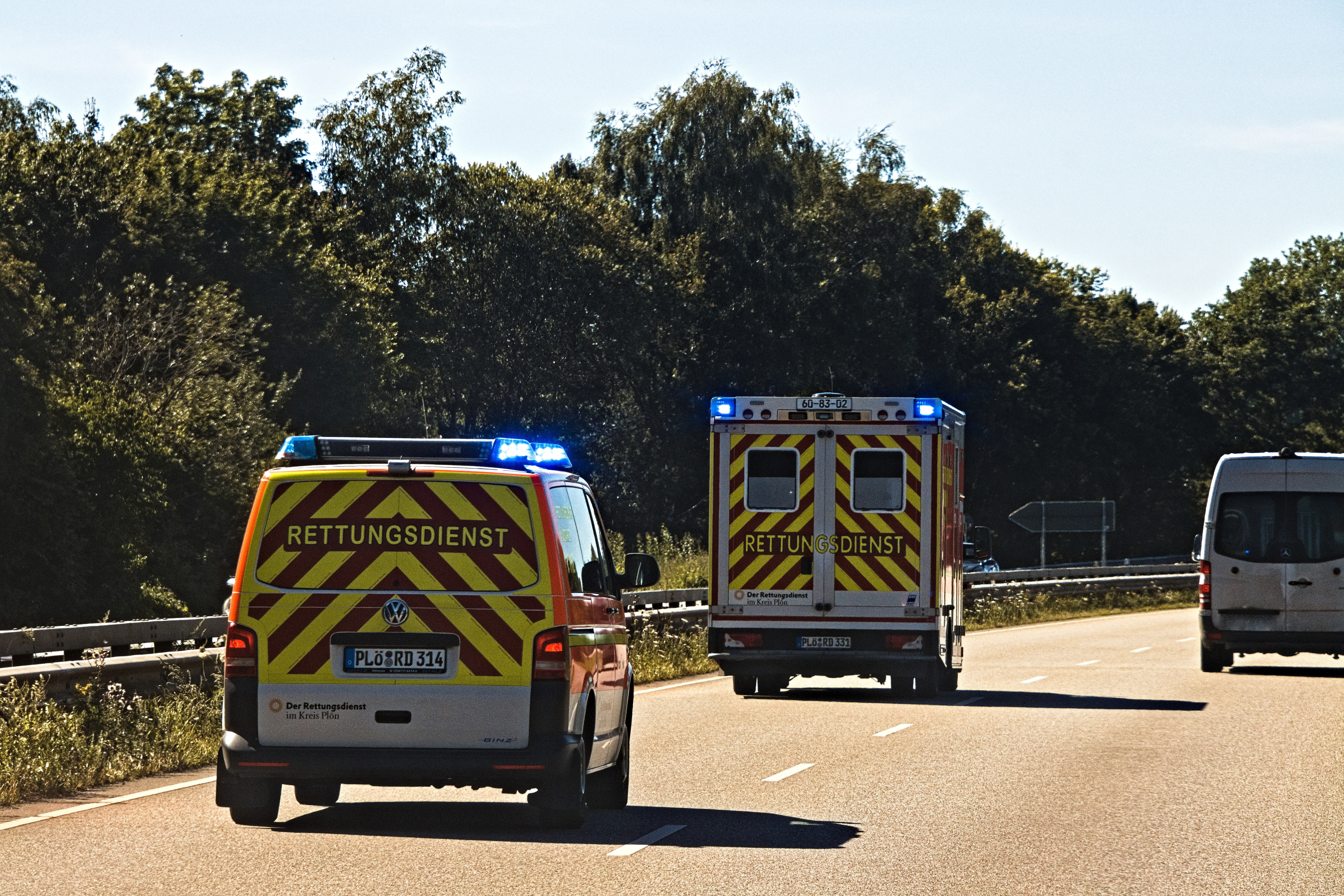
Rettungswagen und Nachführen des Notarzteinsatzfahrzeugs

Stellt der Notarzt am Einsatzort fest, dass ein Transport ins Krankenhaus unter Nutzung der Sonderrechte erforderlich ist, so ist es teilweise üblich, das Notarzteinsatzfahrzeug ebenfalls mit Sonderrechten unmittelbar folgen zu lassen. Dadurch soll jederzeit eine optimale Versorgung des Patienten ermöglicht werden. Darüber hinaus soll vermieden werden, dass der Notarzt im Falle eines Folgeeinsatzes nach erfolgter Patientenübergabe im Krankenhaus auf das Notarzteinsatzfahrzeug warten muss. Rechtlich befindet sich ein solches Vorgehen allerdings in einer Grauzone, da diesbezüglich noch kein Urteil einer deutschen Gerichtsinstanz vorliegt.
Für alle Sonderrechtsfahrten in Deutschland sind letztendlich die §§ 35 (Sonderrechte) und 38 (Blaues Blinklicht und gelbes Blinklicht) der Straßenverkehrsordnung (StVO) maßgebend. Deren Auslegung ist bezüglich der hier beschriebenen Praxis sowohl unter Juristen als auch in der Fachliteratur umstritten. Der Bund-Länder-Fachausschuss Straßenverkehrs-Ordnung/-Ordnungswidrigkeiten ist dabei „der Auffassung, dass Notarzteinsatzfahrzeuge bei der Rückfahrt zum Krankenhaus ohne konkreten Anlass […] grundsätzlich nicht von den Sonderrechten gemäß § 35 Abs. 5a StVO Gebrauch machen können. Daran können auch etwaige organisationsrechtliche Fiktionen in den Rettungsgesetzen der Länder nichts ändern.“
Befürworter argumentieren mit der Besonderheit des Rendezvous-Systems, bei dem es gerade um den flexiblen Einsatz des Notarztes gehe. Notarzt und Notarztwagen (der Rettungswagen nach Zustieg des Notarztes) bildeten folglich eine Einheit, die nicht getrennt werden dürfe. Dies sei ausdrücklich dann der Fall, wenn „im NEF [Abk. für Notarzteinsatzfahrzeug, Anm. d. Verf.] aus räumlichen Gründen medizinische Hilfsmittel und Notfallmedikamente mitgeführt werden, die im RTW [Abk. für „Rettungswagen“, Anm. d. Verf.] nicht vorhanden sind und eine gewisse Wahrscheinlichkeit dafür spricht, dass der Notarzt während der Transportfahrt auf diese Hilfsmittel und Notfallmedikamente zurückgreifen muss.“ Ferner käme es gerade im städtischen Bereich, bedingt durch das höhere Verkehrsaufkommen und die höhere Anzahl von Ampelanlagen, zu einem zu großen (zeitlichen) Abstand zwischen Notarzt und Notarzteinsatzfahrzeug. Ein Einsatz wird für alle Beteiligten erst dann als beendet angesehen, wenn die Patientenübergabe im Krankenhaus erfolgt ist.
Gegner einer solchen Einsatzpraxis sehen eine Einheit zwischen Notarztwagen und Notarzteinsatzfahrzeug nicht als gegeben an. Der Einsatz des Notarzteinsatzfahrzeugs sei mit dem Erreichen des Einsatzortes abgeschlossen. Dessen Nachführen hinter einem mit Sonderrechten fahrenden Notarztwagen verstoße somit gegen die StVO. Zudem sei eine Fahrt unter Sonderrechten immer mit erhöhtem Risiko verbunden, das sich hier als nicht verhältnismäßig darstelle. Zeitverluste bei einem Folgeeinsatz, resultierend aus dem entstandenen Abstand von Notarzt und Notarzteinsatzfahrzeug, seien meist nur geringfügig, da der Notarztwagen zwar Sonderrechte in Anspruch nehmen könne, gleichzeitig aber im Sinne des Patienten auch schonend fahren müsse. Außerdem erfolge die Fahrt des Notarzteinsatzfahrzeugs ab der Folgealarmierung mit Sonderrechten, sodass der Notarzt rasch erreicht und aufgenommen werden könne.

#### Rückfahrt mit Sonderrechten – Voranfahren des Notarzteinsatzfahrzeugs
Ein weiterer Sonderfall ist die Praxis, das spurtstärkere Notarzteinsatzfahrzeug bei einer Rückfahrt ins Krankenhaus nicht mit Sonderrechten folgen zu lassen, sondern es voranfahren zu lassen. Dabei soll es den Rettungswagen bei der Durchsetzung des Wegerechts unterstützen. So soll ein möglichst schonender, reibungsloser und gleichzeitig schneller Transport des Patienten gewährleistet werden. Genauer soll das Notarzteinsatzfahrzeug dazu beitragen, die weitergehende Gesundheitsbelastung durch ein sogenanntes Transporttrauma zu verringern (insbesondere bei Herzinfarkten, Polytraumata oder Wirbelsäulenverletzungen). Der Einsatz diene somit der Abwendung schwerer gesundheitlicher Schäden, sei also durch die StVO legitimiert. Des Weiteren seien die Verkehrsteilnehmer durch das voranfahrende Notarzteinsatzfahrzeug früher gewarnt und können sich so auf die ungewohnte Verkehrssituation besser einstellen. Darüber hinaus ist es zum Teil gängige Praxis, das Notarzteinsatzfahrzeug als „Kreuzungsfreiräumer“ zu nutzen. Dazu eilt es voraus, hält mittig auf der Kreuzung an und soll so den Bereich für den Rettungswagen freihalten.
Auch das Voranfahren des Notarzteinsatzfahrzeugs mit Sonderrechten gilt als umstritten und in Teilen sogar als gefährlich. Zwar wird mit der höheren Sicherheit für den Rettungswagen, den Patienten (medizinisch und verkehrstechnisch) und die übrigen Verkehrsteilnehmer argumentiert. Dennoch befindet sich die Nutzung von Sonderrechten beim Notarzteinsatzfahrzeug auch hier aus den gleichen Gründen wie oben in einer rechtlichen Grauzone. Zudem könnte es beim „Freihalten“ von Kreuzungen bei den betroffenen Verkehrsteilnehmern aufgrund der unklaren Situation eines mit eingeschaltetem Blaulicht auf der ansonsten freien Kreuzung stehenden Notarzteinsatzfahrzeugs zu Irritationen und folglich zu Fehlverhalten kommen. Das Notarzteinsatzfahrzeug zieht hier alle Aufmerksamkeit auf sich. Der herannahende Rettungswagen könnte so leichter übersehen, sein Einsatzhorn falsch zugeordnet werden. Dazu kommt eine erhöhte Anzahl von Überholmanövern, wenn das wieder aufschließende Notarzteinsatzfahrzeug den Rettungswagen passieren möchte.

## Feuerwehr
Bei der Feuerwehr bedeutet Rendezvous-System das gleichzeitige Alarmieren von mindestens zwei, getrennten Feuerwehreinheiten zu Einsätzen. Damit sind schnellstmöglich mehrere komplette Mannschaften mit Geräten am Einsatzort. Unter Umständen sind die Fahrzeuge eines Lösch-, Rüst- oder Gefahrstoffzuges nicht an einem Standort stationiert, sondern stoßen erst im Einsatzfalle im Rendezvous-System zueinander. Bei Feuerwachen ohne eigene Offiziere, werden diese mit einem eigenen Fahrzeug aus der Zentralwache zum Einsatzort gebracht (z. B. bei der Berufsfeuerwehr Graz).